# Communauté de communes Val Briard
Die Communauté de communes Val Briard ist ein französischer Gemeindeverband mit der Rechtsform einer Communauté de communes im Département Seine-et-Marne in der Region Île-de-France. Sie wurde am 23. Dezember 2016 gegründet und umfasst 21 Gemeinden. Der Verwaltungssitz befindet sich im Ort La Houssaye-en-Brie.

## Historische Entwicklung
Der Gemeindeverband entstand mit Wirkung vom 1. Januar 2017 aus der Fusion der Vorgängerorganisationen
- Communauté de communes de la Brie Boisée,
- Communauté de communes du Val Bréon und
- Communauté de communes Les Sources de l’Yerres

unter Zugang der Gemeinde Courtomer von der aufgelösten Communauté de communes de l’Yerres à l’Ancœur.
Mit Erlass vom 3. Juli 2017 verließen die Gemeinden Ferrières-en-Brie sowie Pontcarré den Verband und traten zur Communauté d’agglomération de Marne et Gondoire über.
Mit Wirkung vom 1. Januar 2018 verließen die Gemeinden Villeneuve-le-Comte und Villeneuve-Saint-Denis den hiesigen Verband und schlossen sich der Val d’Europe Agglomération an.

## Mitgliedsgemeinden
| Gemeinde                          | Einwohner 1. Januar 2022 | Fläche km² | Dichte Einw./km² | Code INSEE | Postleitzahl |
| --------------------------------- | ------------------------ | ---------- | ---------------- | ---------- | ------------ |
| Bernay-Vilbert                    | 991                      | 16,92      | 59               | 77031      | 77540        |
| Châtres                           | 712                      | 15,13      | 47               | 77104      | 77610        |
| Courpalay                         | 1.497                    | 14,56      | 103              | 77135      | 77540        |
| Courtomer                         | 568                      | 4,62       | 123              | 77138      | 77390        |
| Crèvecœur-en-Brie                 | 450                      | 9,19       | 49               | 77144      | 77610        |
| Favières                          | 1.293                    | 28,27      | 46               | 77177      | 77220        |
| Fontenay-Trésigny                 | 5.887                    | 22,12      | 266              | 77192      | 77610        |
| La Chapelle-Iger                  | 191                      | 8,73       | 22               | 77087      | 77540        |
| La Houssaye-en-Brie               | 1.703                    | 12,43      | 137              | 77229      | 77610        |
| Le Plessis-Feu-Aussoux            | 606                      | 5,59       | 108              | 77365      | 77540        |
| Les Chapelles-Bourbon             | 464                      | 6,42       | 72               | 77091      | 77610        |
| Liverdy-en-Brie                   | 1.366                    | 9,12       | 150              | 77254      | 77220        |
| Lumigny-Nesles-Ormeaux            | 1.482                    | 36,30      | 41               | 77264      | 77540        |
| Marles-en-Brie                    | 1.889                    | 12,78      | 148              | 77277      | 77610        |
| Mortcerf                          | 1.405                    | 17,84      | 79               | 77318      | 77163        |
| Neufmoutiers-en-Brie              | 1.277                    | 15,90      | 80               | 77336      | 77610        |
| Pécy                              | 844                      | 21,07      | 40               | 77357      | 77970        |
| Presles-en-Brie                   | 2.342                    | 17,39      | 135              | 77377      | 77220        |
| Rozay-en-Brie                     | 2.840                    | 3,17       | 896              | 77393      | 77540        |
| Vaudoy-en-Brie                    | 881                      | 26,98      | 33               | 77486      | 77141        |
| Voinsles                          | 573                      | 28,44      | 20               | 77527      | 77540        |
| Communauté de communes Val Briard | 29.261                   | 332,97     | 88               | –          | –            |